# Museo delle arti monastiche
Le stanze del tempo sospeso sono quelle che raccontano la storia del monastero di Santa Maria Maddalena di Serra de' Conti, (AN) ed ospitano il museo delle arti monastiche.
Questo percorso di conoscenza è stato realizzato grazie agli studi condotti presso l'archivio del monastero e l'archivio vescovile di Senigallia dalla storica dell'arte Amelia Mariotti.
Gli oggetti che facevano parte degli impegni e delle attività manuali delle suore sono sopravvissuti dentro armadi e cassapanche, restituendoci l'immagine viva ed immediata della vita di questa comunità dal 1586 alla fine dell'Ottocento.

## Descrizione
L'esposizione si articola in sale tematiche che ricostruiscono l'ambiente della farmacia, della dispensa e, appunto, del "lavoriero", il settore in cui si svolgevano le attività artigianali come la filatura, il ricamo, la ceroplastica (sculture in cera d'api) e la tintura.
Museo unico nel suo genere è inoltre dotato di apparati video e multimediali, nonché di un percorso teatrale con audioguide studiato per compiere una visita immaginaria alle stanze della clausura.

### Spezieria

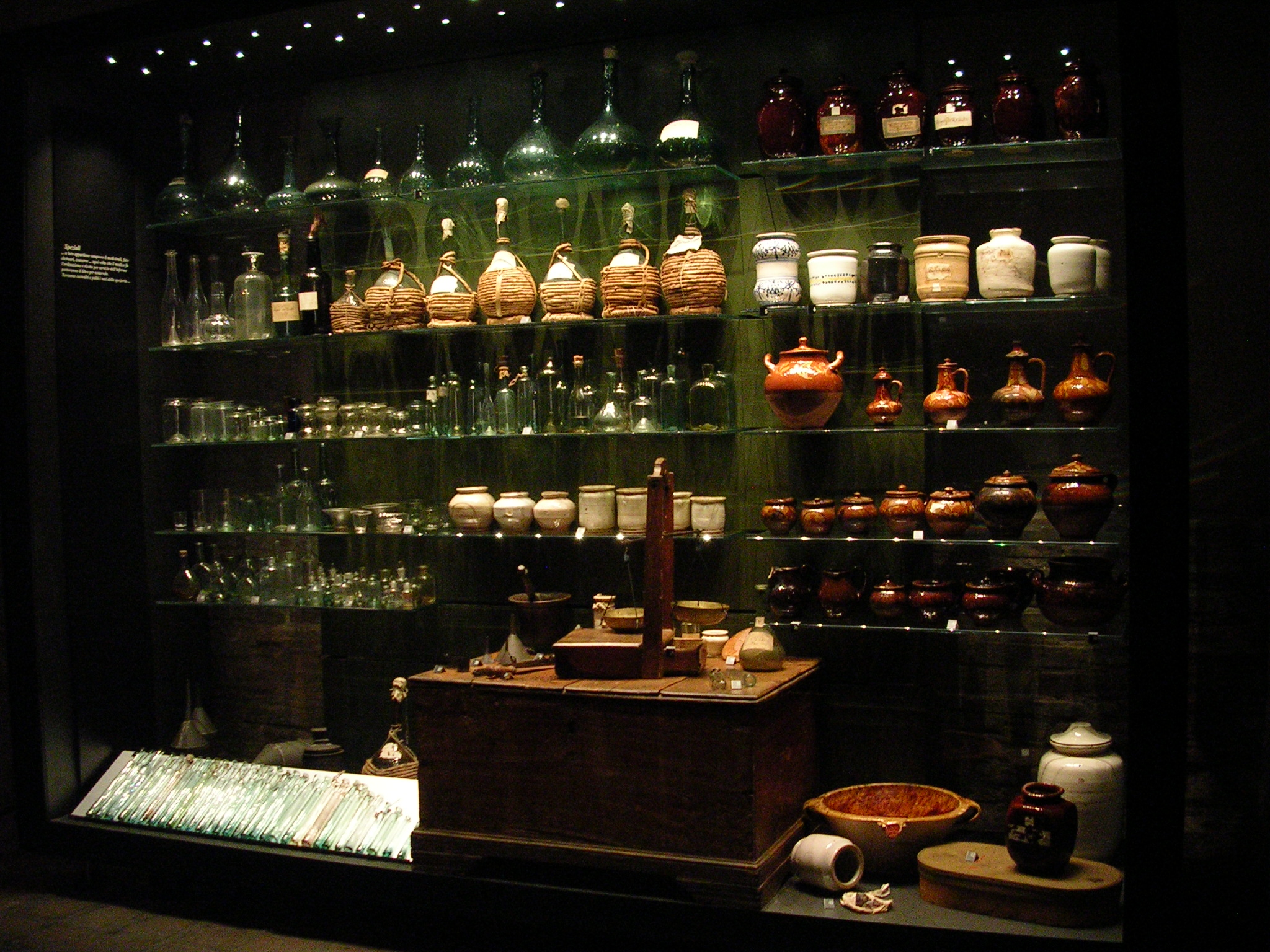

Grazie al ritrovamento nella biblioteca del monastero di alcuni antichi libri di farmacopea, si è potuto definire il periodo di inizio delle attività di spezieria da parte delle suore: la seconda metà del Seicento. Le clarisse utilizzavano le erbe e spezie per usi medicinali e ricette di erboristeria. Le spezie venivano allocate in luoghi sotterranei, dedicati al mantenimento della proprietà nutritive e farmacologiche.

### Sotterranei

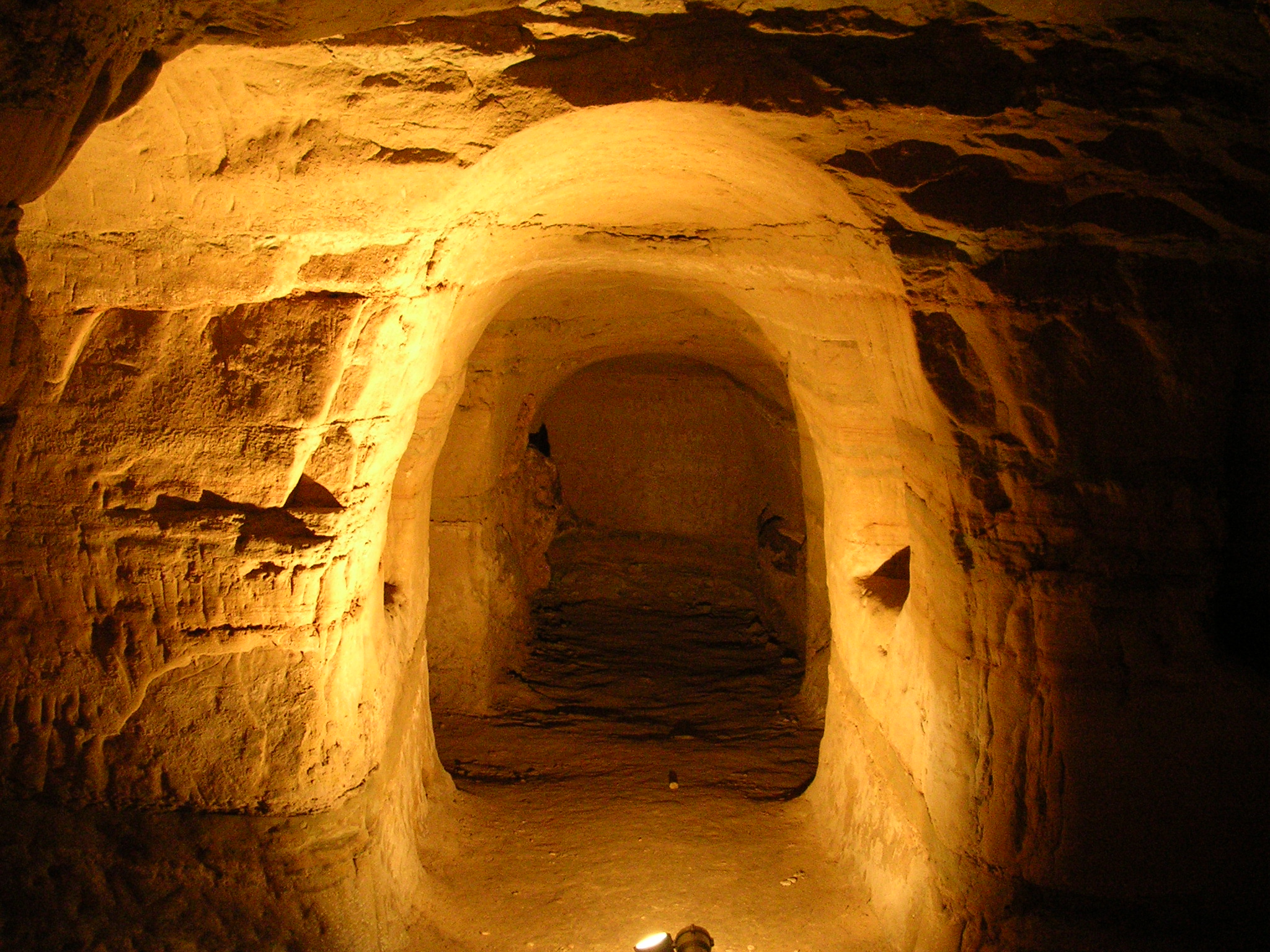

Sono grotte scavate nel terreno, appartenenti al monastero dal settecento fino al 1861, utilizzate dalle suore e dall'area urbana per conservare gli alimenti grazie alla bassa temperatura ed elevata umidità che riesce a mantenerli in maniera naturale.

### Utensili e ceramiche per la cucina
Gli utensili utilizzati dal Seicento fino alla metà dell'Ottocento sono prodotti di vario genere e di varia provenienza. Le stoviglie venivano utilizzate per i pasti nel refettorio, dove le suore consumavano i propri pasti, e nel parlatorio, dove i pellegrini e gli ospiti potevano consumare i pasti. Possedevano inoltre anche stoviglie per ospiti importanti.
I prodotti venivano acquistati alla fiera franca di Senigallia a fine luglio, dove si potevano trovare oggetti di elevata qualità e quantità, con costi impegnativi. Le ceramiche provengono da produttori marchigiani, umbri e abruzzesi. Oggetti più delicati, come i vetri e i “cristalli da tavola” sono andati perduti, mentre tovaglie bianche di lino o di cotone, realizzate dalle suore, venivano utilizzate per le tavole e conferivano una sobria eleganza.

### Oggi… come ieri
Le forme delle paste dette "a stella" o altre consimili sono state trovate nella “credenza ai piedi della scala della cantina”. Le suore producevano vari tipi di pasta che poi confezionavano.
Sono stati conservati strumenti, nella “credenza delle pastine”, adatti per la preparazione dei dolci: in particolare si realizzavano biscotti, che venivano ceduti in cambio di lavori eseguiti da persone esterne al monastero. Le spezie venivano molto usate anche nei dolci. Nei registri, sotto la voce “droghe, spezie, sale ed altro”, venivano annotati acquisti di: “cannella fina, zaffarano, zaffarano di levante, garofoli, pepe forte” che venivano affiancati dallo “zuccaro raffinato, fioretto, rosso e mascarato, al miele, uva passarina, noci, pignoli, amandole, limoni e melaranci”.

### Le voci del silenzio
«Passi leggeri, fruscio di vesti, voci sommesse… in questo mondo claustrale dove il silenzio non è semplicemente sentito come regola imposta, ma è la componente di un interiore ordine morale e spirituale», lo strumento di comunicazione, per avvertire le suore delle varie fasi della giornata, come la preghiera, il pasto, il lavoro e la ricreazione è la campanella che funge da voce comunitaria. Un diverso mix di combinazioni dei suoni della campanella, permette di chiamare le singole suore, è un mezzo che ancora oggi viene utilizzato. Nel periodo di quaresima, quando non era possibile usare la campanella per chiamarsi l'un l'altra, si usava il suono forte e sgraziato della "battistrangola".

### Telai
All'interno del monastero esisteva un laboratorio tessile, che permetteva alle suore di produrre oggetti utili per la loro comunità claustrale, ma anche di realizzare paramenti sacri per la liturgia.
I telai che sono stati ritrovati sono di vario tipo, ma il più interessante è quello per la tessitura “delle salviette” da utilizzare nella pratica medica dei salassi, usata fino alla metà dell'Ottocento.
Fra i telai (in dialetto marchigiano “telari”) ce n'erano due di grandi dimensioni per tessere la tela e ventotto “telaroli” per tessere “fetucce”, un “telarolo” per tessere licci, uno per le francie, e un ultimo per le salviette.
Venivano inoltre utilizzati altri strumenti come un ordinatore, pettini per le tele, pettini per conciare il lino, molinelli per incannare, dipanatoi, “cannocchie da filar la seta”.
Secondo una tradizione orale raccolta dalla suore e dagli anziani del paese, il lavoro di tessitura continua fino al 1960, ma tuttora sono rimasti solo due “telaroli”, per piccoli lavori.
In genere i prodotti realizzati dalla suore non venivano venduti, o solo qualche “telo da lenzuola”, ma nella fase in cui le suore dovettero riacquistare il monastero, si ricorda la vendita considerevole di coperte di lana e cotone a disegni geometrici, con colori blu-bianco e bianco- rosso, tipici del circondario di Ancona.

### Tintura
Sono stati ritrovati alcuni documenti, dove viene descritto il modo con cui le suore utilizzavano la tintura per i tessuti.
Esiste un documento dal titolo “Metodo per fare le tinte d'ogni colore” , dove ci sono ricette per colorare diversi tipi di stoffa come lino, seta, lana. In questi fascicoli sono descritti in maniera meticolosa gli ingredienti e gli oggetti necessari. 
I tessuti venivano colorati perché sarebbero serviti per la realizzazione di fiori ornamentali, grande specificità del Monastero di S. Maria Maddalena.

### La formazione di giovani educande e novizie
Le suore si occupavano dell'insegnamento di lavori quali la tessitura, il cucito, il ricamo, la lavorazione dei merletti alle novizie o educanda, sino a tutto l'Ottocento.
Le famiglie, dietro ad un pagamento di una retta annuale, portavano le proprie figlie nel monastero per poter essere educate.
Le novizie e le educande, una volta istruite duramente, venivano poi impiegate nei laboratori per la realizzazione di tessuti per le varie liturgie. Questo percorso formativo viene testimoniato dal ritrovamento di tessuti con piccoli disegni di vario genere, definiti "imparaticci" utilizzati per le prove pratiche.
Il monastero, all'inizio del Novecento, vendeva i paramenti sacri che le novizie producevano, ma alcuni, risalenti al XIX secolo, sono tuttora conservati nel monastero. Fra questi un paliotto d'altare che presenta ricamato al centro il volto di Santa Maria Maddalena, che viene utilizzato per le cerimonie.

### Fiori di seta
Nell'Ottocento l'attività per la quale il Monastero era rinomato era quella della produzione di fiori di seta. I fiori erano utili come ornamento nella liturgia e per la sostituzione di fiori freschi in periodi di difficile reperibilità. Le novizie indossavano le corone di fiori di seta nel giorno della promessa temporanea e per un anno interno durante le festività.
Questa è un'arte importata dalle Fiandre, se ne ha una descrizione in un libro ritrovato nella biblioteca del Monastero, edito nel 1678, in cui si parla di quei fiori che “…paiono lavorati non da mano d'huomo ingegnoso, ma per la naturale artificio del verme industrioso che fa la seta”.

### Ceroplastica
La ceroplastica è un'arte complessa da sviluppare. Sono state ritrovate molte statuette di santi e alcuni utensili come: crogiuoli, spatole, una tavolozza in ceramica e soprattutto calchi di piccoli bambini, teste ricciute e numerose mani e piedi da inserire nei corpi impagliati e fasciati da stoffe preziose, che stanno a testimoniare la realizzazione di quest'arte.
La realizzazione delle statue era suddivisa in diverse fasi: la prima è costituita da una intelaiatura di legno impagliato e rivestito di stoffe ricamate, successivamente vengono applicate la testa e le mani modellate in cartapesta o cera. Gli oggetti realizzati di solito erano piccole immagini di Gesù bambino con fiori di stoffa in teche di vetro che venivano poi venduti alle fiere.